# Дешёвые креплёные вина
Дешёвые креплёные ви́на (также «плодо́во-я́годные ви́на», прост. «бормоту́ха») — суррогатный спиртной напиток; дешёвое (как правило, креплёное, крепостью 15—22°) низкокачественное виноградное или плодово-ягодное вино, приготовленное из дешёвого виноматериала, сахара, этилового спирта, воды и красителей.
Дешёвые креплёные вина используются, как правило, для достижения алкогольного опьянения, их вкусовые качества большой роли не играют. Бормотухой называют дешёвые виды портвейна и вермута, а также дешёвые плодово-ягодные вина.
«Бормотуха» могла восприниматься как более узкая категория, чем дешёвые вина в целом. В частности, под «бормотухой» могли понимать:
- Вина, приготовленные из дешёвого импортного виноматериала посредством добавления сахара и этилового спирта[5].
- Дешёвые портвейны[7][8][9].
- Дешёвые плодово-ягодные вина, повсеместно производившиеся в СССР посредством смешивания дешёвых соков и спиртов.
- Дешёвые кагоры.

В связи с использованием низкокачественных составляющих бормотухи нередко ядовиты и могут при употреблении вызывать отравление, сопровождающееся рвотой, иногда вплоть до смертельного исхода.

## Потребление

### В СССР
Бормотуха была очень распространена по всему СССР с конца 1950-х до середины 1980-х гг..
В народе прозывались «плодово-выгодными», «подло-ягодными», «чернилами», «гомулами», «червивкой», также встречались прозвища «бырло», «шмурда», «шмурдяк», «гнилушка», «анчвайс 0,5 или 0,7», «биомицин» (биломицин) — от украинского креплёного вина «Біле міцне» («Белое крепкое», цена 1 рубль 22 копейки; зачастую на этикетке отсутствовало слово «вино».
Одним из источников дешёвого винного материала был Алжир, с которым, после обретения им независимости и с целью вовлечения его в «социалистическую сферу», был заключён долгосрочный контракт. Виноматериал привозился в СССР танкерами, и уже на месте на его основе изготавливались креплёные вина. Одним из производных был «Солнцедар».
Во время горбачёвской антиалкогольной кампании 1985 года было принято решение о свёртывании производства бормотухи.

### В Российской Федерации
В результате ущерба, нанесённого виноградарству антиалкогольной кампанией и сопровождавшего распад СССР экономического спада, многие винзаводы перешли к массовому производству очень дешёвого вина, часто из плохого винограда, из сусла третьего или четвёртого отжима, к которому добавляли сахар и дрожжи, а также и к производству «винных напитков» из разведённого спирта с добавлением красителей, эссенций, ароматизаторов. Именно тогда название «шмурдяк» для дешёвых вин стало распространённым.
После распада СССР в продаже появились всевозможные дешёвые и низкокачественные спирты и водки импортного производства, а затем — различные «лекарственные» настойки в аптеках крепостью 60—95 % объёмной доли.
Поскольку стоимость спирта всегда ниже, чем бормотухи в пересчёте на спирт, то бормотуха так и не обрела былую популярность в Российской Федерации. Молодёжь, которая в советское время также занимала существенную долю в контингенте потребителей бормотухи, ныне предпочитает пивные напитки, а также слабоалкогольные коктейли.
Но при этом производство бормотухи в России свёрнуто не было. На данный момент основная часть производства дешёвого креплёного вина сосредоточена (в основном) на Северном Кавказе (Кабардино-Балкария, Северная Осетия), Краснодарском и Ставропольском краях, также производить дешёвые вина в Российской Федерации стали в регионах, традиционно не связанных с виноделием (Новосибирская, Тюменская и Ленинградская области). Производится креплёное вино крепостью 15—20 %, разливается в бутылки ёмкостью 0,7 литра и в ПЭТ-бутылки ёмкостью 1,5 литра. Также производятся так называемые «винные напитки» крепостью 10—14 %, которые продаются в емкостях Tetra Pak объёмом 1 литр.

### В Беларуси
В Беларуси «чернила» производятся и потребляются в большом количестве, в стране существует более 200 наименований напитка и несколько десятков заводов, где он производится. Там её называют «чернило» или «чарлик» (название «бормотуха» не употребляется вообще), в большинстве случаев произносится на белорусский манер с твёрдой буквой «ч» — «чарла», «чарлик» и «чарнила». Также её именуют «крыжачок», «бырло», «бырлятина», «бырлотуха» «бодрило», «компот», «божественная амброзия» и «синька». По объёму делятся на «ноль семь» (она же «взрослая», «большая», «фугас», «фауст», «палтарачка») и «ноль пять» (она же «детская», «маленькая», «гаубица»).
К 2010-м годам производство дешёвых плодовых вин снижалось на 15—20 % в год. Многие эксперты отмечают, что для борьбы с «алкоголизацией» белорусского населения в первую очередь стоит запретить «чернило». Президент А. Лукашенко заявил, что в стране необходимо стимулировать потребление пива, чтобы «оттягивать людей от „бормотухи“ и крепких напитков».
С 1 декабря 2013 года предполагалось запретить продажу (или производство)[уточнить] «чарнил», но от этих планов отказались, уровень потребления не снижается.

### В других странах
В Литве в советское время напитки типа «бормотухи» в просторечии назывались rašalas («чернила»). Яблочное вино имело название «Obuolys» (яблоко), у русскоговорящих называлось «оболтус», по созвучию и с названием, и с наименованием контингента, его употреблявшего. Этот напиток (как довольно качественный виноградный «Агдам», так и низкокачественные яблочные) и сейчас имеет заметную долю рынка и стабильный контингент потребителей.
Во Франции напиток аналогичного свойства пользуется большим спросом у местных клошаров; иногда он разливается в крупные ёмкости (двухлитровые бутылки). У него есть вполне официальное благозвучное наименование, которое всегда пишется на этикетке: vin de table, то есть «столовое вино». Это иногда приводит к недоразумениям у недостаточно знающих французский язык, поскольку, как выяснилось, словосочетание «вино стола» по свойству человеческой психологии ассоциируется с изысканной сервировкой и высококачественным марочным вином. (В действительности «столовое вино» производится из отходов, иногда даже из отбросов виноделия.)
В США напитки типа бормотухи получили широкое распространение после отмены 18-й поправки к Конституции, за время действия которой в стране практически полностью была разрушена культура употребления вина, и алкогольные напитки стали цениться в первую очередь за способность опьянять. Неразборчивые виноделы изначально ориентировали такие марки, как Thunderbird, MD 20/20, Wild Irish Rose и др., на низшие классы и деклассированный элемент — бродяг, хобо и т. п., число которых резко выросло во время Великой депрессии. Они очень быстро получили в народе прозвище «bum wine» — «вино для бомжей», а алкоголики, специализирующиеся на их употреблении, стали называться «wino». Большинство классических марок продолжает выпускаться и поныне, хотя из-за своего люмпенизированного образа этот тип напитков и уступил позицию основного средства недорого напиться так называемому «malt liquor» — крепким слабо охмелённым сортам пива.

## Известные марки
Типичная цена в советское время (1970-е — 1980-е годы) — от 92 копеек до 1 рубля 87 копеек (стоимость пустой бутылки 0,5 литра — 12 копеек, позже — 20 копеек; 0,7 литра — 17 копеек). Иногда на бутылке писали просто «Вино», «Красное», «Вермут», «Плодово-ягодное». Но некоторые имели и собственные наименования:
- Портвейн 777 («три топора», «три кочерги», «три сапога», «три семёрки», «очко»);
- Портвейн Агдам (шутливое название «Как дам!») — азербайджанская марка, названная по городу Агдам; крепость 19 %, содержание сахара 8 %[20][21];
- Кагор 32. Под этим названием продавалось дешёвое красное креплёное вино с содержанием спирта 16 % и 140—160 г/л сахара. Обычно изготавливался в Краснодарском крае.
- Анапа (в народе «Анна Павловна») — креплёное несортовое вино из повторно отжатого виноматериала. Производится до сих пор на винзаводе «Витязевский», в городе Анапа Краснодарского края.
- Золотая осень (в народе «Зося Осиповна») — креплёное вино, производившееся в Кировограде (Украинская ССР).
- Солнцедар (шуточное народное название «Солнечный удар») — креплёное красное вино, производившееся в курортном посёлке Солнцедар вблизи Геленджика (в 1962 году слился с Геленджиком)[22].